# Brendan McCarthy
Pour les articles homonymes, voir McCarthy.
Brendan McCarthy est un auteur britannique de bande dessinée actif depuis la fin des années 1970. Il a également travaillé ponctuellement pour le cinéma, notamment comme scénariste de Mad Max: Fury Road, sorti en 2015.